# Molinos de Alcalá de Henares
Los molinos de Alcalá de Henares fueron edificios industriales destinados principalmente a la molienda de cereales. Tras la producción cerámica, fue una de las industrias más antiguas y prósperas en Alcalá de Henares entre los siglos XIII y XX. Funcionaron cinco molinos fluviales y uno eléctrico.

## Historia
En el Fuero Viejo de Alcalá de Henares de 1230, ratificado por el arzobispo Rodrigo Jiménez de Rada, se regulaba la actividad de los molinos. Entre los siglos XIV y XVI se establecieron cinco molinos fluviales harineros en Alcalá de Henares, sobre canales que recogían el agua a partir del cauce del río Henares. Solían cobrar por maquila, sistema de pago al molinero con parte de la harina obtenida de moler el grano del cliente. Buena parte de la producción se reservaba obligatoriamente para enviarla a Madrid, por sus grandes necesidades de pan.
Su principal función fue la de molinos harineros, aunque durante el siglo XIX se transformaron en "fábricas de harinas", consistente en una modernización de la maquinaria y ampliación de los procesos de elaboración para obtener una harina más fina y limpia. Además, también fueron utilizados en la trituración de minerales, la fabricación de pasta alimenticia o la generación de energía eléctrica. De la primera mitad del siglo XX es la Fábrica de harinas "La Esperanza", fundada por Sergio Real Hernández en 1916, que está incluida en el Catálogo del Patrimonio Industrial de España.
Actualmente están abandonados y en ruina el molino del Zulema, el de las Armas y el Borgoñón; y totalmente destruidos el molino de la Esgaravita y el de Cantarranas.

## Molinos hidráulicos

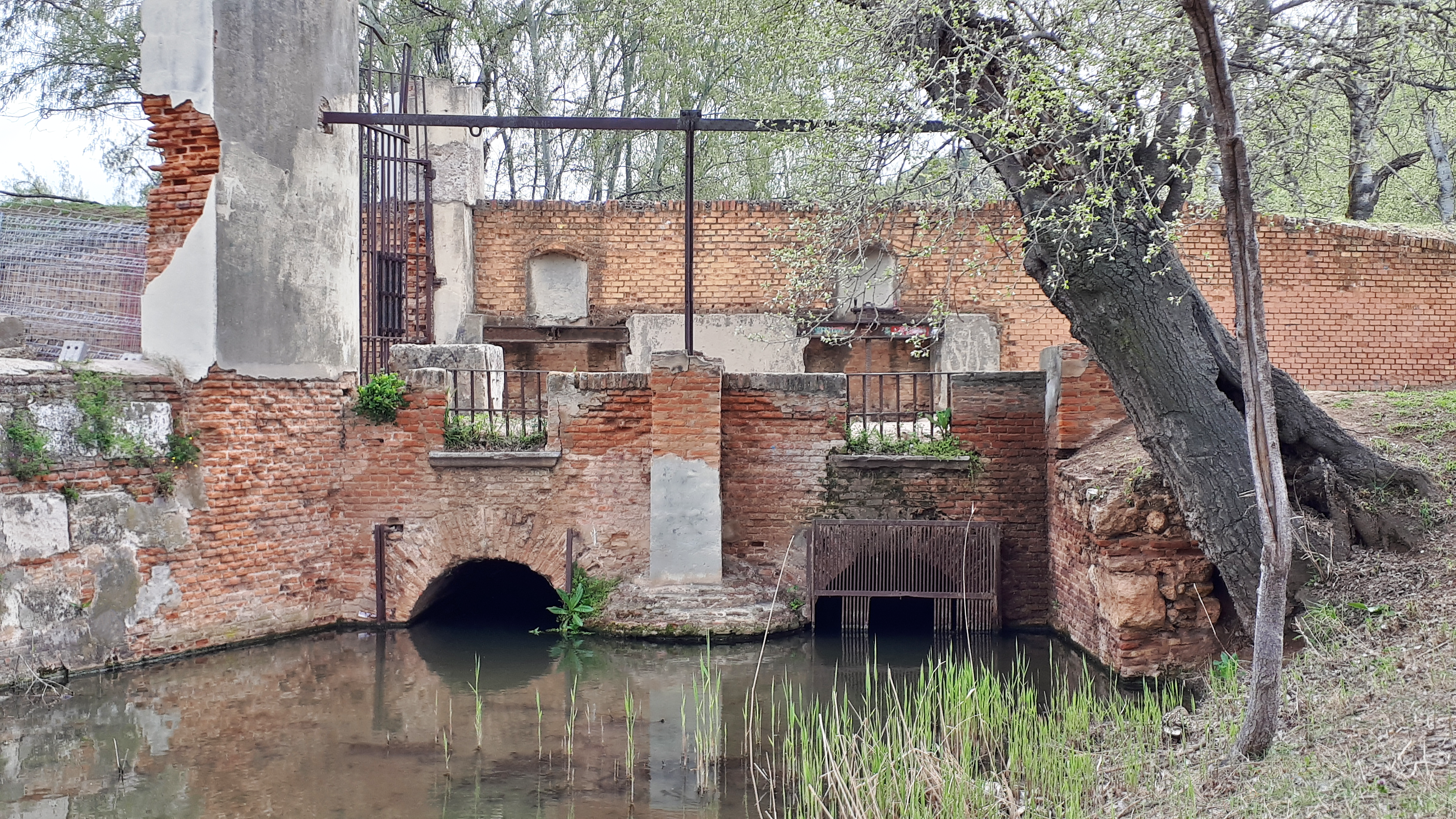
Compuertas del caz de la Isla del Colegio.

Son molinos fluviales que aprovechan la fuerza motriz del agua del río Henares para mover su maquinaria. Estaban condicionados a las fluctuaciones estacionales del caudal del río. Para minimizar este problema se construyeron varias estructuras: "azud" o presa en el cauce del río, para retener y derivar el agua; "caz" o canal que conducía el agua hasta el edificio del molino; y "socaz" o canal que devolvían el agua al río Henares. Se aprovecharon de los numerosos meandros que forma el Henares, a su paso por el término municipal complutense, para construir la presas y canales que conducen el agua. Siguiendo el cauce del río se disponían en el siguiente orden, siempre situados en su margen derecha: Esgaravita, Borgoñón, Zulema, Armas y Cantarranas.

### Molino de la Esgaravita

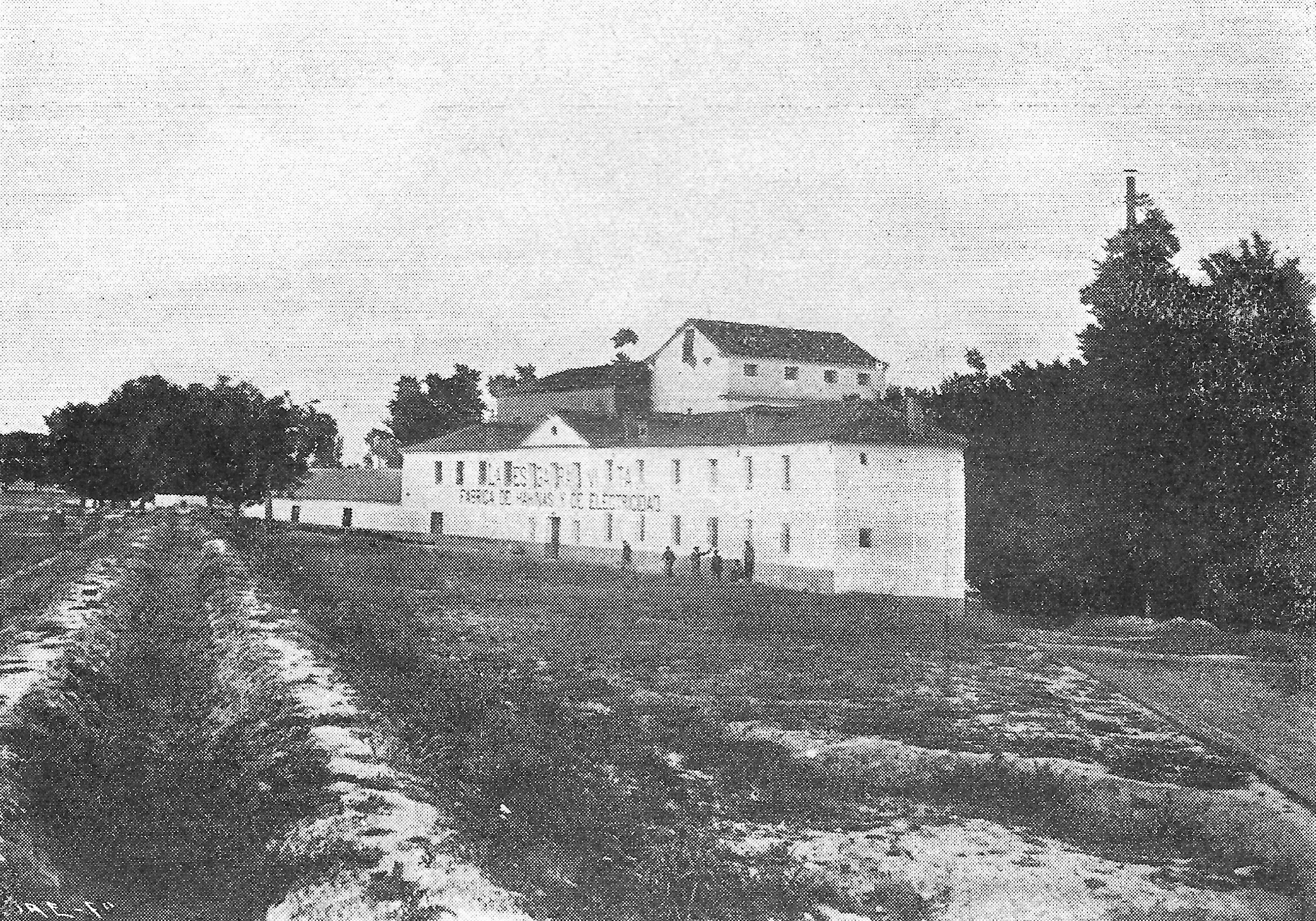
Fábrica de harinas y electricidad La Esgaravita (Terol, 1914).

Construido en 1542 a expensas del concejo municipal. Por su ubicación era el molino más oriental de Alcalá, situado sobre el caz de "La Esgaravita" del río Henares. Su planta tenía forma de "L", y el edificio disponía de tres alturas. En 1597 lo compró el Colegio Máximo de la Compañía de Jesús, pero al ser expulsados los jesuitas el 1 de abril de 1767 se arrendó, hasta su venta el 20 de febrero de 1773 a Pedro Verda. Fue pasando por diversos propietarios: Nicolasa Lázaro de San Pedro, Vicente Gómez de la Cortina, Joaquín Gómez de la Cortina, José Gerónimo Moreno Molina, Concepción Azaña y Garrido, y en 1902 lo compró Alfredo Serrano Fatigati, que le añade la producción de electricidad, denominándolo "Electro-Harinera de La Esgaravita". Posteriormente pasó a manos del matrimonio formado por Alejandro Fernández de Araoz y Marañón e Isabel Gómez Acerbo que, a su vez, lo vendieron a una sociedad mercantil, y la finca cambió su calificación de rústica a urbana, multiplicando por diez su valor. El molino acabó completamente derribado a finales de 2007, a los 465 años de su edificación.

### Molino Borgoñón o del Colegio

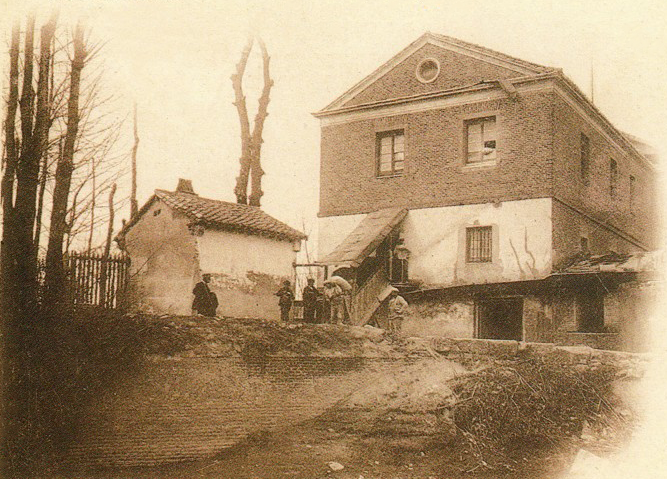
Molino Borgoñón (tarjeta postal de la Fototipia Laurent, en 1901).

Infraestructura del siglo XV, adquirida por el Cardenal Cisneros para donarlo al Colegio Mayor de San Ildefonso en 1509, que lo arrendaba como fuente de ingresos. Se ubica sobre el caz de la Isla del Colegio. El edificio tiene la planta en forma de "L" y levanta cuatro alturas. Sus muros son fábrica de ladrillo visto, con tejado a dos aguas. Disponía de cinco piedras para la molienda. En 1594 sufre un incendio que lo destruye y es reedificado con madera. En 1758 fue ampliado utilizando parte de las piedras del derribo del recinto amurallado de Alcalá de Henares. En 1798 fue expropiado y subastado por la Corona, pasando sucesivamente por varias manos privadas: Juan Pasqual de Casanoba, Cayo del Campo López, su viuda Mª Magdalena Fernández Cañaveras, su nieto Cayo del Campo Cuéllar y sus biznietas las hermanas Del Campo Noriega. La estructura original se fue modificando y ampliando, principalmente entre finales del siglo XIX y principios del XX, cuando pasa de ser un tradicional molino harinero a constituirse como fábrica de harinas, ampliando su maquinaria y mejorando los procesos. Finalizó su actividad en la década de los años 70 del siglo XX. En la primera década del siglo XXI la propiedad pasó al Ayuntamiento complutense, mediante permuta. Actualmente el molino es una ruina, sólo quedan sus muros y algunos elementos anejos: azud, compuertas y caz.
El Ayuntamiento de Alcalá de Henares es el propietario y competente del Bien de Interés Patrimonial "Molino Borgoñón", registrado en el Catálogo Geográfico de Bienes Patrimoniales de la Comunidad de Madrid. En 2016 se limpiaron y desbrozaron los terrenos públicos alrededor del Molino. En 2023 se ha iniciado un proyecto para la reintegración del Molino Borgoñón con el objetivo de crear un "Centro de interpretación de la naturaleza y del arte molinero". En la plaza de la Juventud, próxima al molino, se ha plantea construir un "Centro de interpretación de la cuenca del río Tajo", en colaboración con la Confederación Hidrográfica del Tajo.

### Molino del puente del Zulema

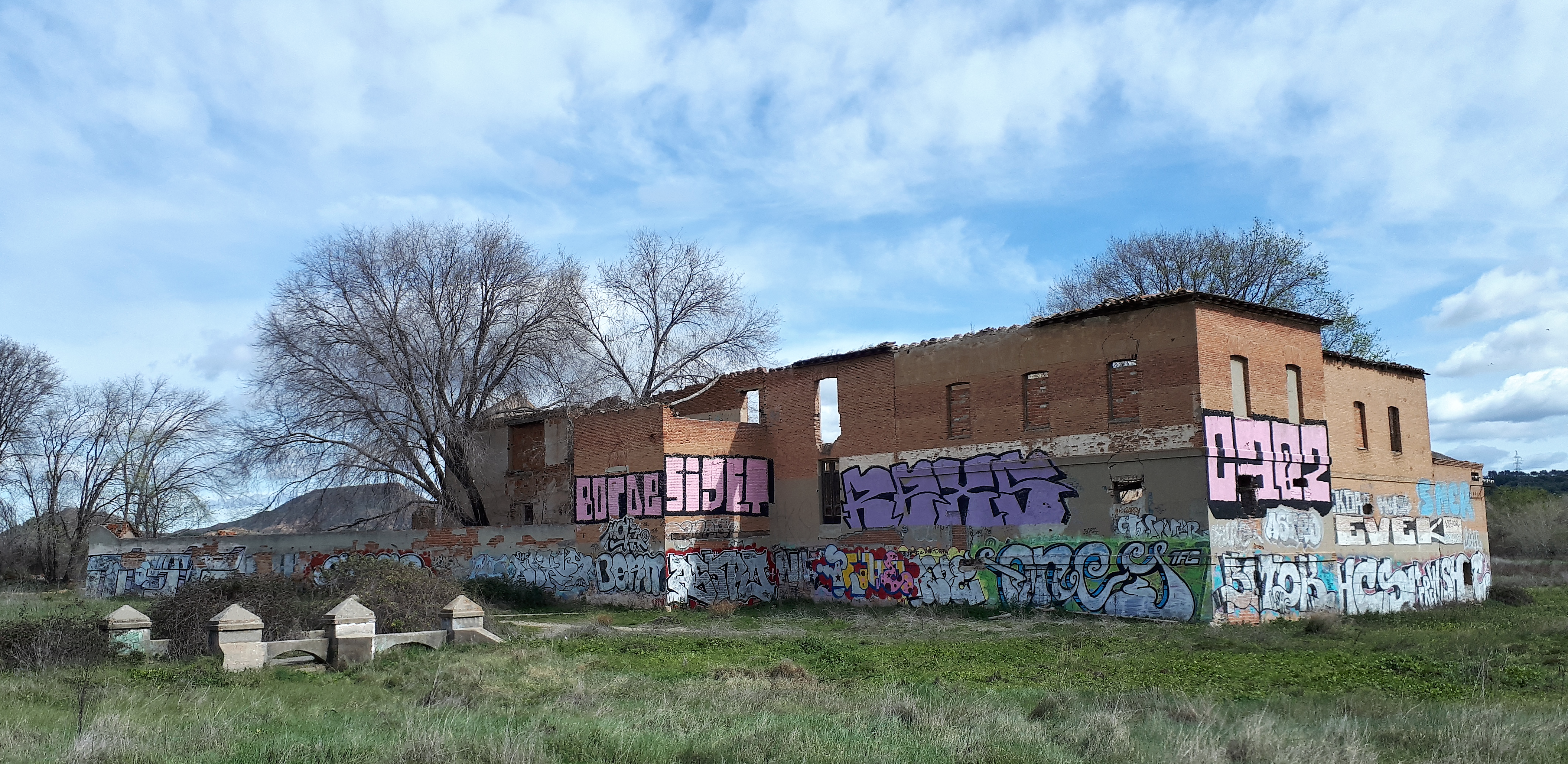
Molino del Zulema o de la Isla de los García

Molino de finales del siglo XIV situado en la Isla de los García, próximo al puente del Zulema. Disponía de cinco piedras para la molienda o muelas. Tenía una peculiaridad, era el único molino complutense que disponía de un sistema de balsa, construido en fecha tardía, gracias al cual acumulaba agua previa a los cárcavos (huecos donde gira el rodezno de los molinos hidráulicos) para mitigar las épocas de sequía. Su socaz pasaba por el primer arco del Puente del Zulema, para desembocar en el río Henares. Fue donado por Pascual Pérez y su esposa Antonia a la Cofradía de Santa María La Rica. Las constantes reparaciones que provocaban las avenidas del río Henares, mermando su rentabilidad, llevaron a la cofradía a venderlo en agosto de 1422 a Alfonso García de Paredes y a Lope Alfonso de Laguna. Los siguientes propietarios fueron Lope Alonso de Mendoza, Pompeyo Caraffa y Isidoro García Vicente. Durante la Guerra de la Independencia, el 22 de mayo de 1813, las tropas de Juan Martín Díez "El Empecinado" tuvieron en sus proximidades una escaramuza bélica con los invasores franceses, retirándose estos últimos hacia San Fernando de Henares. Luego estuvo en manos de la familia Arratia Sobrinos, de Ramona del Acebal y Arratia, de Ramona Muñoz del Acebal, de María Sandalia Muñoz y Acebal, y desde 1900 de Pedro García de San Antonio (que dará el nombre de los "García" a la isla y al molino). A finales del siglo XIX se transformó de molino en fábrica de harinas. Durante la Guerra Civil sirvió de guarnición a unidades de pontoneros. Después su propietario fue Bernardo García Garralón que simultaneaba la molienda con la generación de electricidad, cesando su actividad a mediados de siglo XX. El molino tiene planta en forma de "L", y aun son visible algunos elementos anejos: azud, caz, balsa y esclusas. Sólo conserva sus muros, pero en estado de abandono y ruina.

### Molino de Las Armas o del Batán

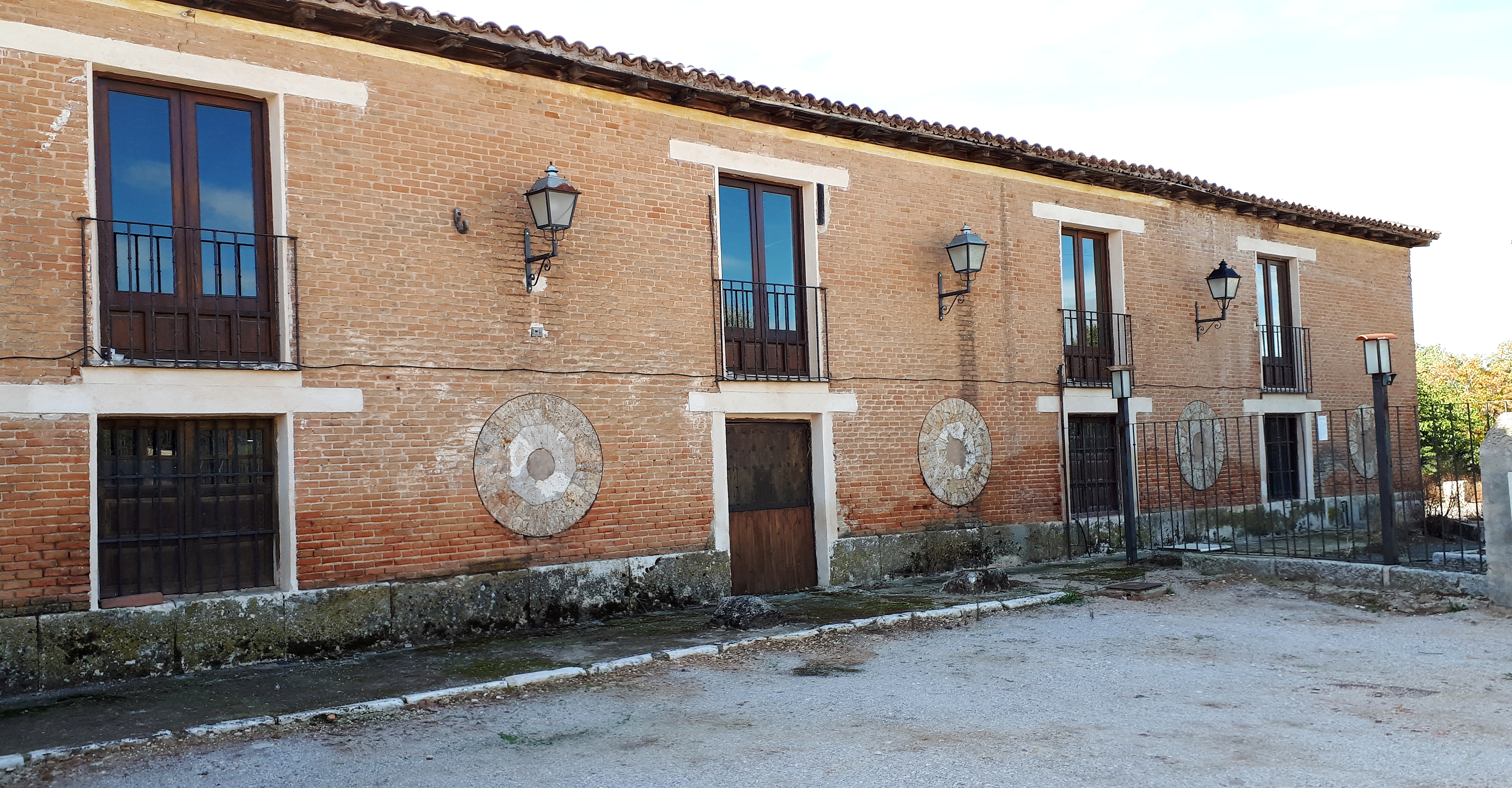
Molino de Las Armas

Molino harinero fluvial documentado desde 1725, aunque fue un batán al menos desde 1480. Se ubica en la Isla de las Armas, junto a la M-300, al sur de la Dehesa del Batán. Su planta tiene forma de "T", y dispone de dos alturas cubiertas con techado de teja árabe. Sus muros son de ladrillo visto, con cinco piedras francesas de molienda incrustadas actualmente en su fachada principal, como elemento decorativo. Disponía de una gran chimenea posterior, actualmente desaparecida. Ha pasado por numerosos propietarios: Arzobispado de Toledo, Linda Alno Judío, Francisco de Guzmán, García de Guzmán de Herrera, Pedro Pablo Enríquez de Guzmán, María Bernabela de Morales Enríquez Salinas de Navarra, Joseph Sándalo Enríquez de Guzmán, Conde Armíldez de Toledo, los hermanos García de San Antonio (constituyendo una sociedad denominada "Hijos de Bernardo García") que, a su vez, sus descendiente la arrendaron entre 1910 y 1916 a Sergio Real Hernández, que modernizó su maquinaria convirtiendo al molino en una fábrica de harinas. Después paso a la familia Correa como propietarios. Además de moler harina, también tuvo actividad industrial en la molienda de yeso y como fábrica de pasta alimenticia. Este molino tiene la peculiaridad de conservar en su interior la mayoría de la maquinaria hidráulica y de molienda de finales del siglo XIX y principios del XX; además del sistema de esclusas, presa y defensas. Es el mejor conservado de los molinos alcalaínos, aunque actualmente es un restaurante dedicado a eventos sociales.

### Molino de Cantarranas
Era el más occidental de los molinos, situado en el Soto de Espinillos. Se dispone de poca información, y se supone que desapareció entre 1725 y 1753. No quedan restos de sus elementos: azud, caz y molino.
Hubo otro molino en Tielmes, a orillas del río Tajuña, con la misma denominación.

## Molino eléctrico

### Fábrica de harinas La Esperanza

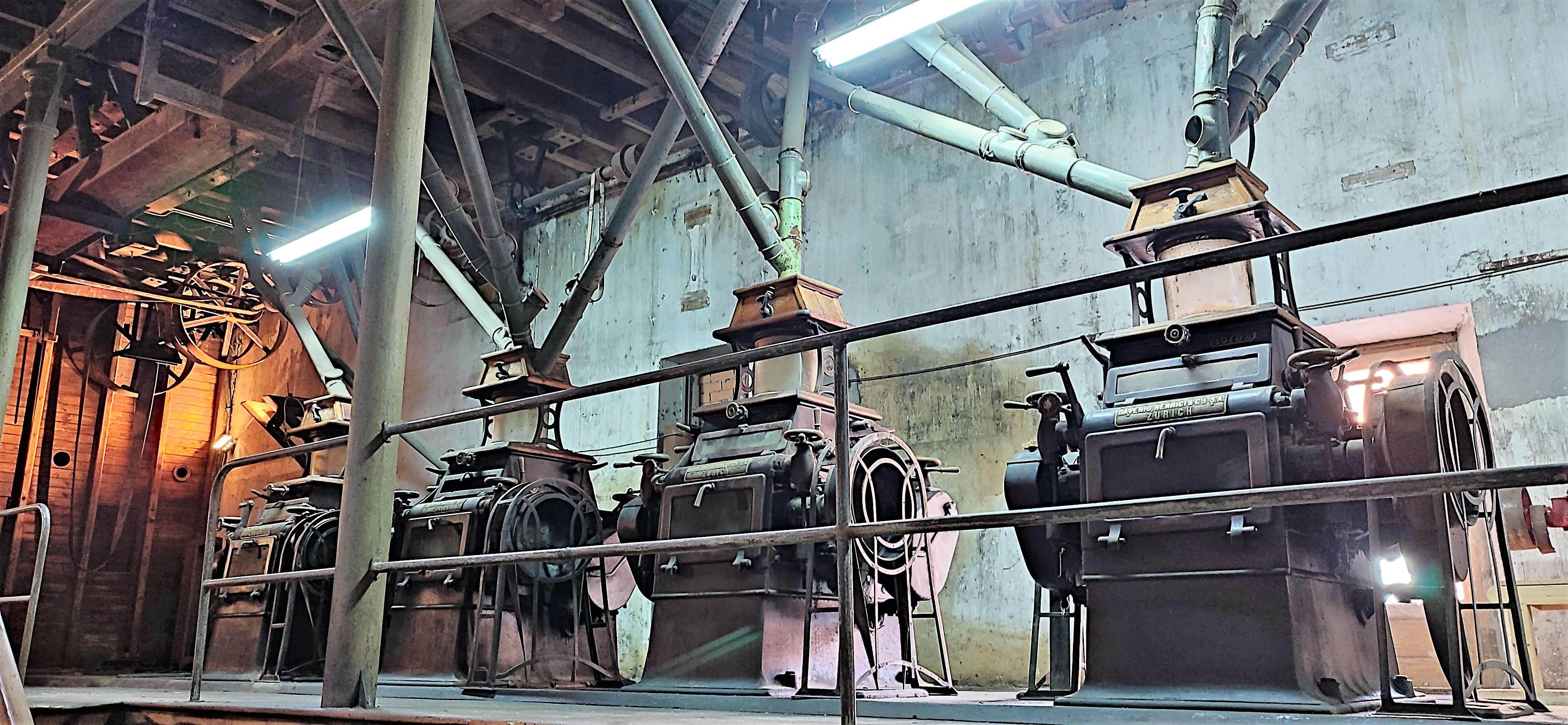
Molinos mecánicos de la fábrica de harinas "La Esperanza" (1916).

La Fábrica de harinas "La Esperanza" fue fundada por Sergio Real Hernández en 1916, clausurando su actividad en 1988 por sus descendientes. Esta industria electro-harinera fue una de las primeras de sus características instaladas en la Provincia de Madrid. Estaba diseñada en desarrollo vertical, distribuyendo las fases productivas en distintas alturas, al modo las fábricas manchesterianas. Se conserva su edificio de estilo neomudéjar y gran parte de su equipamiento original, por lo que está incluida en el Catálogo del Patrimonio Industrial de España y ha sido declara Bien de Interés Cultural por la Comunidad de Madrid en la categoría de Interés Industrial.
La fábrica está estratégicamente instalada en el casco urbano, entre el ferrocarril y la carretera que comunican Madrid con Barcelona, es obra del constructor madrileño Martín Lago Pérez. El edificio dedicado a la molienda es un inmueble de planta rectangular, de 32,54 por 8,70 metros, y altura repartida en sótano, planta baja, entreplanta y planta primera. Construido en fábrica de ladrillo visto, con paramentos conformados mediante un aparejo a tizón o a la española. Cuenta con numerosas ventanas y accesos en la fachada, coronados por dinteles en arco de ladrillos a soga o sardinel, necesarios para la ventilación e iluminación interior. Dispone de una cubierta a dos aguas de teja árabe con hastiales escalonados. Las vigas y columnas son de fundición; y de madera noble, bien conservada, son el resto de los elementos arquitectónicos interiores.